# 50 Ways to Say Goodbye
"50 Ways to Say Goodbye" is een nummer van de Amerikaanse band Train. Het nummer werd uitgebracht op hun album California 37 uit 2012. Op 11 juni van dat jaar werd het nummer uitgebracht als de tweede single van het album.

## Achtergrond
"50 Ways to Say Goodbye" is geschreven door zanger Patrick Monahan met Espen Lind en Amund Bjørklund en geproduceerd door Espionage (bestaande uit Lind en Bjørklund) en Butch Walker. Het nummer is geschreven in es-mineur met een tempo van 140 beats per minute. Er wordt gebruik gemaakt van een door mariachi beïnvloedde blazerssectie. De tekst gaat over een man die is gedumpt door zijn vriendin. In plaats van zijn vrienden de waarheid te vertellen, vertelt hij dat zij op diverse bizarre manieren om het leven is gekomen, zodat hij zichzelf beter voelt. Het nummer is deels geïnspireerd door "50 Ways to Leave Your Lover" van Paul Simon en had als werktitel "50 Ways to Kill Your Lover". Vanwege mogelijke controverse werd deze titel gewijzigd.
"50 Ways to Say Goodbye" werd een hit in een aantal landen. In de Amerikaanse Billboard Hot 100 kwam de single tot de twintigste plaats, terwijl in de UK Singles Chart de vijftigste plaats werd behaald. Het werd de grootste hit in Tsjechië met een vierde plaats, terwijl ook in Finland, Israël en Libanon de top 10 werd gehaald. In Nederland kwam de single tot de veertiende plaats in de Top 40 en de 22e plaats in de Single Top 100. In Vlaanderen werd de Ultratop 50 niet gehaald en bleef het nummer steken op de tweede plaats in de "Bubbling Under"-lijst. In de videoclip van het nummer, die zich afspeelt in een supermarkt, zijn onder meer David Hasselhoff, Taryn Manning en Jonathan Lipnicki te zien.

## Hitnoteringen

### Nederlandse Top 40
| Hitnotering: 09-06-2012 t/m 22-09-2012 | Hitnotering: 09-06-2012 t/m 22-09-2012 | Hitnotering: 09-06-2012 t/m 22-09-2012 | Hitnotering: 09-06-2012 t/m 22-09-2012 | Hitnotering: 09-06-2012 t/m 22-09-2012 | Hitnotering: 09-06-2012 t/m 22-09-2012 | Hitnotering: 09-06-2012 t/m 22-09-2012 | Hitnotering: 09-06-2012 t/m 22-09-2012 | Hitnotering: 09-06-2012 t/m 22-09-2012 | Hitnotering: 09-06-2012 t/m 22-09-2012 | Hitnotering: 09-06-2012 t/m 22-09-2012 | Hitnotering: 09-06-2012 t/m 22-09-2012 | Hitnotering: 09-06-2012 t/m 22-09-2012 | Hitnotering: 09-06-2012 t/m 22-09-2012 | Hitnotering: 09-06-2012 t/m 22-09-2012 | Hitnotering: 09-06-2012 t/m 22-09-2012 | Hitnotering: 09-06-2012 t/m 22-09-2012 | Hitnotering: 09-06-2012 t/m 22-09-2012 |
| Week                                   | 1                                      | 2                                      | 3                                      | 4                                      | 5                                      | 6                                      | 7                                      | 8                                      | 9                                      | 10                                     | 11                                     | 12                                     | 13                                     | 14                                     | 15                                     | 16                                     |                                        |
| -------------------------------------- | -------------------------------------- | -------------------------------------- | -------------------------------------- | -------------------------------------- | -------------------------------------- | -------------------------------------- | -------------------------------------- | -------------------------------------- | -------------------------------------- | -------------------------------------- | -------------------------------------- | -------------------------------------- | -------------------------------------- | -------------------------------------- | -------------------------------------- | -------------------------------------- | -------------------------------------- |
| Positie                                | 31                                     | 29                                     | 31                                     | 28                                     | 25                                     | 26                                     | 27                                     | 32                                     | 29                                     | 20                                     | 18                                     | 14                                     | 16                                     | 27                                     | 36                                     | 40                                     | uit                                    |

### Single Top 100
| Hitnotering: 02-06-2012 t/m 20-10-2012 | Hitnotering: 02-06-2012 t/m 20-10-2012 | Hitnotering: 02-06-2012 t/m 20-10-2012 | Hitnotering: 02-06-2012 t/m 20-10-2012 | Hitnotering: 02-06-2012 t/m 20-10-2012 | Hitnotering: 02-06-2012 t/m 20-10-2012 | Hitnotering: 02-06-2012 t/m 20-10-2012 | Hitnotering: 02-06-2012 t/m 20-10-2012 | Hitnotering: 02-06-2012 t/m 20-10-2012 | Hitnotering: 02-06-2012 t/m 20-10-2012 | Hitnotering: 02-06-2012 t/m 20-10-2012 | Hitnotering: 02-06-2012 t/m 20-10-2012 | Hitnotering: 02-06-2012 t/m 20-10-2012 | Hitnotering: 02-06-2012 t/m 20-10-2012 | Hitnotering: 02-06-2012 t/m 20-10-2012 | Hitnotering: 02-06-2012 t/m 20-10-2012 | Hitnotering: 02-06-2012 t/m 20-10-2012 | Hitnotering: 02-06-2012 t/m 20-10-2012 | Hitnotering: 02-06-2012 t/m 20-10-2012 | Hitnotering: 02-06-2012 t/m 20-10-2012 | Hitnotering: 02-06-2012 t/m 20-10-2012 | Hitnotering: 02-06-2012 t/m 20-10-2012 | Hitnotering: 02-06-2012 t/m 20-10-2012 |
| Week                                   | 1                                      | 2                                      | 3                                      | 4                                      | 5                                      | 6                                      | 7                                      | 8                                      | 9                                      | 10                                     | 11                                     | 12                                     | 13                                     | 14                                     | 15                                     | 16                                     | 17                                     | 18                                     | 19                                     | 20                                     | 21                                     |                                        |
| -------------------------------------- | -------------------------------------- | -------------------------------------- | -------------------------------------- | -------------------------------------- | -------------------------------------- | -------------------------------------- | -------------------------------------- | -------------------------------------- | -------------------------------------- | -------------------------------------- | -------------------------------------- | -------------------------------------- | -------------------------------------- | -------------------------------------- | -------------------------------------- | -------------------------------------- | -------------------------------------- | -------------------------------------- | -------------------------------------- | -------------------------------------- | -------------------------------------- | -------------------------------------- |
| Positie                                | 76                                     | 57                                     | 55                                     | 44                                     | 32                                     | 32                                     | 26                                     | 22                                     | 27                                     | 28                                     | 35                                     | 36                                     | 40                                     | 43                                     | 50                                     | 63                                     | 57                                     | 53                                     | 63                                     | 74                                     | 82                                     | uit                                    |

### NPO Radio 2 Top 2000
| Nummer met noteringen in de NPO Radio 2 Top 2000 | '12 | '13  |
| ------------------------------------------------ | --- | ---- |
| 50 Ways to Say Goodbye                           | 714 | 1531 |

1. ↑  Een vetgedrukt getal geeft de hoogste notering aan.
2. ↑  2012 was het eerste jaar met een notering voor dit nummer.
3. ↑  Deze tabel is bijgewerkt tot en met de laatste editie (2024).